# Breakaway (альбом Келли Кларксон)
| Оценки критиков      | Оценки критиков |
| Источник             | Оценка          |
| -------------------- | --------------- |
| AllMusic             | [ 1 ]           |
| Blogcritics          | [ 2 ]           |
| Entertainment Weekly | B               |
| Robert Christgau     | B-              |
| Rolling Stone        | [ 5 ]           |
| Slant Magazine       | [ 6 ]           |
| Sputnikmusic         | [ 7 ]           |
| Stylus Magazine      | B               |
| Yahoo! Voices        | (positive)      |

Breakaway (с англ. — «Уход») — второй студийный альбом американской певицы Келли Кларксон, выпущенный 30 ноября 2004 года. Альбом выпущен после её успешного дебютного альбома Thankful. На Breakaway, Кларксон впервые сотрудничала с различными продюсерами и авторами песен, с такими как Dr. Luke, Макс Мартин, Джон Шанкс, Кара Диогуарди, Бен Муди и Дэвид Ходжес; последние два — бывшие участники американской рок-группы Evanescence. Несмотря на устоявшийся коммерческий успех предыдущего альбома, музыкальные критики продолжали ассоциировать Келли Кларксон именно с American Idol, а также критиковали её за попытки продвинуться как самостоятельной артистке. Дэвис убедил её поработать с Люком и Мартином в Стокгольме, а также с Муди и Ходжесом в Лос-Анджелесе, с целью получить поп-рок-звучание. Это также привело к тому, что Келли лишилась своего менеджера Саймона Фуллера и наняла Джеффа Кватинца, незадолго до выхода альбома. Breakaway — это преимущественно поп-рок-альбом с элементами рок-музыки и соул-музыки, что контрастирует с R&B-звучанием предыдущего альбома Thankful. На Breakaway поднимаются темы горя, любви и бегства от жизни.
Альбом получил положительный отклик от музыкальных критиков. Многие оценили поп-рок звучание и вокальные данные Кларксон. Он получил несколько наград и номинаций, в том числе выиграл две премии Грэмми и получил номинацию на премию Джуно. Альбом стал коммерчески успешным во всем мире. Продав более 12 миллионов копий по всему миру, Breakaway является самым продаваемым альбомом Келли за всю её карьеру и одним из самых продаваемых альбомов 21-го века. Альбом дебютировал на третьем месте в Billboard 200, продав за первую неделю 250,000 копий. Синглы с альбома стали мировыми хитами и стали одними из знаковых песен в дискографии Келли. Первые 4 сингла с альбома попали в лучшую 10-ку Billboard Hot 100, пятый сингл достиг 12-го места. Совокупные продажи (включая цифровые) синглов с этого альбома в США приближаются к 4,75 миллионам. Billboard поместил альбом на 77-е место в списке самых успешных альбомов за всю историю чарта Billboard 200.
На церемонии «Грэмми» 2006 года альбом Breakaway победил в номинации «Лучший вокальный поп альбом», а сингл «Since U Been Gone» получил награду в категории «Лучшее женское вокальное поп исполнение».

## Об альбоме
В начале 2004 года Кларксон начала работать над новым материалом для своего второго студийного альбома, который последовал за её успешным дебютным альбомом Thankful (2003), одновременно выступая в качестве хедлайнера в рамках концертного Independent Tour с Клээм Эйкеном, который занял второе место во втором сезоне American Idol. Она также выразила намерение поработать Фантазией Баррино, которая тогда только выиграла третий сезон шоу. Обе должны были выпустить свои альбомы в одном месяце.
Когда она начала работать над альбомом с музыкальным продюсером Клайвом Дэвисом, Уитни Хьюстон пригласила Келли Кларксон записать песню «Breakaway», которая будет включена в саундтрек к фильму «Дневники принцессы 2: Как стать королевой» 2004 года выхода, в котором Хьюстон была сопродюсером. Песня, написанная Мэтью Джеррардом, Бриджит Бененате и Аврил Лавин, и изначально была написана для дебютного альбома Лавин Let Go (2002), но она сочла её неподходящей для альбома. Келли нехотя согласилась записать песню. Песня «Breakaway» была впервые выпущена в июле 2004 года лейблом Walt Disney Records как сингл из саундтрека, выступая в качестве промежуточной записи, пока не был выпущен первый сингл её второго альбома. После дебюта на чарте Billboard Hot 100 под номером 60, он достиг максимума под номером шесть, за неделю до выхода альбома.
В апреле 2004 года Кларксон сразу после окончания Independent Tour начала запись нового материала для альбома. В одном из интервью она сказала: «Я уже написала много песен, но есть люди, у которых есть кое-что для меня. Я не из тех людей, которые думают, что [музыканты] должны написать все [свои песни]. Я буду записывать песни [продюсеров], если она подходят мне». Во время создания альбома Дэвис настаивал, чтобы Келли Кларксон не писала полностью весь материал для альбома. Он сказал: «Я всегда призываю людей писать свои собственные песни, но на поп-арене, где карьера полностью зависит от хитов, вы становитесь неинтересными. Такие исполнители как Мелисса Манчестер и Тейлор Дэйн могли бы иметь гораздо более длительную карьеру, если бы они не настаивали на написании своего собственного материала [самостоятельно]». Кларксон повторяет, что она пишет песни с подросткового возраста, но она не стала спорить с лейблом из-за своих способностей, они достигли договоренностей — она будет соавтором половины альбома, другая половина написана другими авторами и продюсерами. Она сказала: «Мне просто смешно, что все эти мужчины среднего возраста сказали мне: „Ты не знаешь, как должна звучать поп-песня“. Я 23-летняя девушка! Но я сражаюсь в этих битвах в одиночку». В феврале 2004 года Кларксон встретилась с музыкантами Беном Муди и Дэвидом Ходжесом, которые покинули группу Evanescence в конце 2003 года. Она сказала: «Я не знала, что он [Муди] больше не в составе Evanescence […] Мне просто очень понравилась их атмосфера, и я подумала, что было бы здорово работать с одним из них. Поэтому я спросила людей, с которыми я работаю: „Эй, как думаете, он будет работать со мной?“ А потом я узнала, что он теперь один и пишет песни […] так что всё вышло идеально». Муди сказал следующее: «Это круто, потому что она хочет экспериментировать, а я только и делаю, что экспериментирую. Мы собрались вместе, и она чётко представляла, какие песни хочет делать. Для меня это был просто очень, очень классный процесс, потому что каждый человек — это новый опыт. Все работают по-разному».
Обеспокоенный тем, что Кларксон поддерживает образ победительницы шоу талантов, Дэвис встретился с разными продюсерами, в первую очередь с Максом Мартином, и попросил их сделать записи для Кларксон в поп-рок направлении. Кларксон рассказала, что она ожидала, что она будет восприниматься в первую очередь как победитель American Idol. После их встречи, Мартин представил песни, которые он написал с Доктором Люком. Эти были песни «Since U Been Gone» и демо-версия «Behind These Hazel Eyes». Дэвис хотел, чтобы Кларксон записала эти песни, так как у них «был огромный потенциал стать поп-хитами. Они подтолкнули Келли в перспективное для неё направление, поддерживая, и даже увеличивая аудиторию». Мартин настоял, что песни должны быть даны рок-исполнителям, желая отклониться от его репутации автора поп-песен для Backstreet Boys и Бритни Спирс в 1990-х годах. Дэвис вспоминал: «Макс хотел уйти от того, что он сделал с Backstreet Boys, и я потратил много времени на то, чтобы убедить его, что победительница American Idol может привнести все чувства и страсть, которые требовались к песне». Мартин и Люк в конце концов согласились и пригласили Келли приехать в Швецию для записи песен. Услышав треки, Кларксон скептически отнеслась к их поп-элементам. В итоге, в троём они решили развить рок-звучание в песнях.

## Выпуск и продвижение

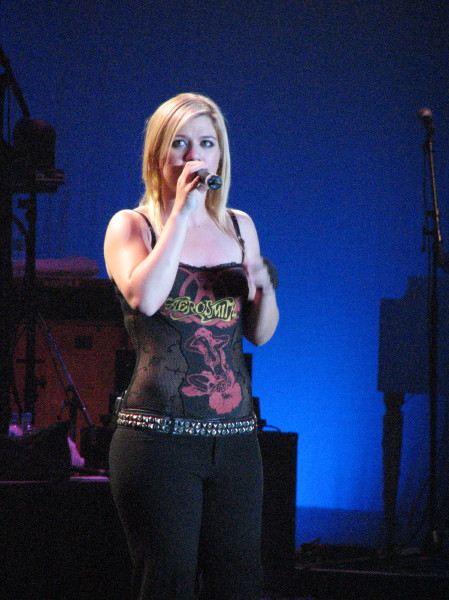
Келли на выступлении во время Breakaway World Tour в Австралии, 2005 год.

Впервые альбом Breakaway был выпущен в Северной Америке 30 ноября 2004 года лейблами RCA Records, 19 Recordings и S Records. Обозреватель газеты «Нью-Йорк Таймс» Джефф Лидс отметил, что релизу может пойти на пользу выпуск в рождественский сезон, но это также может помешать усилиям зарекомендовать себя в качестве артиста с неповторимой индивидуальностью, необходимой для долгой карьеры". Исполнительный продюсер альбома Клайв Дэвис говорил, что релиз был призван разорвать связи с American Idol, сказав: «Я не заинтересован только в продаже сувениров». Альбом был назван Breakaway, чтобы извлечь выгоду из успеха песни-саундтрека фильма «Дневники принцессы 2: Как стать королевой» «Breakaway», которая также была переиздана как финальный сингл с альбома. Дэвис позиционировал Келли как главный мировой приоритет лейбла RCA, и по рекомендации The Firm удалил участие в American Idol из её официальной биографии. Kwatinetz при подготовке тура в поддержку альбома выбирал меньшие концертные залы, чтобы Келли на них могла отточить свои навыки выступлений. Он отметил: «American Idol дал ей много информации, которая позволила ей пропустить некоторые этапы своего развития, и это опасно». Альбом был выпущен на лейбле Bertelsmann Music Group (ныне часть Sony Music Entertainment) в различных частях мира, а в Великобритании релиз курировал RCA. В ноябре 2005 года было выпущено специальное издание, содержащее дополнительные бонусные треки и музыкальные клипы.
Накануне релиза альбома, Келли исполнила «Since U Been Gone» в шоу The Tonight Show with Jay Leno. В феврале 2005 года она появилась на «Saturday Night Live», чтобы исполнить «Since U Been Gone» и «Breakaway». В сентябре 2005 года она появилась на шоу Опры Уинфри и исполнила «Breakaway», а также «Because of You». Кларксон также выступала на церемониях награждения и мероприятиях; она исполнила «Since U Been Gone» на церемонии вручения наград «MTV Video Music Awards» 2005 года и на церемонии вручения наград BRIT Awards 2006 года в Earls Court. Она исполнила «Because of You» на 48-й ежегодной премии Грэмми в Стейплс-центре и на 15-й премии «Echo Awards» в Берлине.

### Синглы
Заглавный сингл с Breakaway «Since U Been Gone» был выпущен в ноябре 2004 года, но набрал обороты в начале 2005 года. В чарте Billboard Hot 100 сингл дебютировал на 70 месте. В итоге, он достиг наивысшей позиции под номером 2 и оставался в топ-10 чарта на протяжении 20-ти недель. Несмотря на то, что сингл «Since U Been Gone» не смог возглавить чарт, он остается самым успешным синглом Кларксон в Billboard Hot 100 по продажам, опережая даже её синглы, добравшиеся до вершины чарта. Он также возглавил девять других чартов Billboard, в том числе Billboard Mainstream Top 40 и Airplay Billboard Dance/Mix Show, и стал её самым успешным хитом по всему миру. Второй сингл, «Behind These Hazel Eyes», был выпущен в апреле 2005 года и продолжил успех в чартах. Дебютировав на 87 месте в США, он достиг максимума под номером шесть, в то время как «Since U Been Gone» всё ещё был в первой десятке. Он оставался в первой десятке чарта в течение 15 недель, а также стал международным хитом. Третий сингл «Because of You», выпущенный в августе 2005 года, как и предыдущие получил успех, достигнув седьмого места в Billboard Hot 100. В то время, как «Since U Been Gone» стал самым успешным синглом с альбома в Соединённых Штатах, «Because of You» стал самым успешным синглом альбома на международном уровне. Он занял первое место в чартах Нидерландов, Швейцарии, Дании а также в чарте Billboard European Hot 100 Singles. Также, сингл смог войти в топ-10 ещё в девяти странах. Последующий сингл «Walk Away» был выпущен в январе 2006 года как четвёртый сингл с альбома и его финальный сингл в США. После дебюта под номером 97, он достиг максимума под номером 12 в чарте США и вошел в топ-40 в некоторых других странах. Первоначально выпущенный как сингл с саундтрека фильма «Дневники принцессы 2: Как стать королевой» в июле 2004 года, заглавный трек «Breakaway» был переиздан как пятый и последний сингл альбома в мае 2006 года. Изначально достигнув 6 места в Billboard Hot 100, он также смог войти в двадцатку лучших во всем мире.

### Туры
С 2005 по 2006 год Кларксон выступала в трёх концертных турах для продвижения альбома Breakaway: Hazel Eyes Tour, Breakaway World Tour и Addicted Tour. Концертный тур Hazel Eyes проходил в различных театрах по всей Северной Америке, а концерт на UCF Arena транслировался в прямом эфире на AOL и AOL Radio. Мировое турне Breakaway, проходившее между концертами Hazel Eyes Tour, было первое мировое турне Кларксон, во время которого она давала концерты по всей Европе и Океании. Вернувшись в Соединенные Штаты, стартовал тур Addicted, проходивший на различных концертных площадках по всей Северной Америке.

## Коммерческий успех
Альбом Breakaway в настоящее время является самым успешным релизом Келли Кларксон, объём продаж которого превышает 12 миллионов копий по всему миру. Альбом дебютировал под номером три в чарте Billboard 200 в Соединенных Штатах, с 250 000 проданных копий. Это было на 47 000 меньше, чем дебютные продажи альбома Thankful. Коммерческие аналитики отметили, что коммерческая привлекательность Кларксон вышла за пределы шоу American Ido l. Несмотря на неспособность занять первое место в чарте, альбом оставался в топ-20 чарта Billboard 200 рекордные 61 неделю подряд и стал первым за пять лет, проведшим весь год в первой двадцатке чарта. К концу 2005 года, по данным Nielsen Soundscan, альбом Breakaway стал третьим бестселлером года в Соединенных Штатах. Он был сертифицирован 6 кратно платиновым Американской ассоциацией звукозаписывающих компаний 23 мая 2007 года. По состоянию на сентябрь 2017 года было продано более 6 355 000 копий альбома в Соединенных Штатах, что делает его самым продаваемым альбомом Келли в стране.
Breakaway также имел коммерческий успех на международном уровне. Это был первый альбом Келли, который смог появиться в чартах более чем в 19 странах мира. К концу 2005 года альбом занял 7 место в мире по версии Международной федерацией производителей фонограмм. В Великобритании альбом дебютировал на 10 месте с 17 631 проданных копий. В начале 2006 года альбом поднялся на третье место в чарте. По состоянию на 2012 год, в Великобритании было продано более 1 571 278 копий альбома. В Австралии Breakaway дебютировал в альбомном чарте под номером 29, а также провел весь год в топ-50, достигнув пика под номером 2. В Ирландии альбом дебютировал на 21 месте и возглавил чарт в 2006 году. Как и Австралийская ассоциация звукозаписывающих компаний Ирландская ассоциация звукозаписывающих компаний сертифицировала запись как 7-кратную мультиплатиновую, что является её самой высокой сертификацией в целом. В Нидерландах альбом дебютировал 47 позиции и возглавлял национальный чарт три недели. Кроме того альбом «Breakaway» смог войти в топ-5 национальных чартах Австрии, Бельгии, Дании, Германии, Греции, Новой Зеландии, Португалии и Швейцарии и в топ-20 ещё в шести странах мира.

## Трек-лист
| №                   | Название                       | Автор(ы)                                       | Продюсер(ы)               | Длительность |
| ------------------- | ------------------------------ | ---------------------------------------------- | ------------------------- | ------------ |
| 1.                  | «Breakaway»                    | Matthew Gerrard Bridget Benenate Avril Lavigne | John Shanks               | 3:57         |
| 2.                  | «Since U Been Gone»            | Max Martin Lukasz "Dr. Luke" Gottwald          | Martin Dr. Luke           | 3:08         |
| 3.                  | «Behind These Hazel Eyes»      | Kelly Clarkson Martin Gottwald                 | Martin Dr. Luke           | 3:19         |
| 4.                  | «Because of You»               | Clarkson David Hodges Ben Moody                | Hodges Moody              | 3:39         |
| 5.                  | «Gone»                         | Kara DioGuardi Shanks                          | Shanks                    | 3:25         |
| 6.                  | «Addicted»                     | Clarkson Hodges Moody                          | Hodges Moody              | 3:57         |
| 7.                  | «Where Is Your Heart»          | Chantal Kreviazuk Clarkson DioGuardi           | Raine Maida Kreviazuk     | 4:39         |
| 8.                  | «Walk Away»                    | Kreviazuk Maida DioGuardi Clarkson             | Maida DioGuardi Kreviazuk | 3:09         |
| 9.                  | «You Found Me»                 | DioGuardi Shanks                               | Shanks                    | 3:40         |
| 10.                 | «I Hate Myself for Losing You» | DioGuardi Jimmy Harry Shep Solomon             | Clif Magness              | 3:20         |
| 11.                 | «Hear Me»                      | Clarkson DioGuardi Magness                     | Magness                   | 3:53         |
| 12.                 | «Beautiful Disaster» (Live)    | Matthew Wilder Rebekah Jordan                  |                           | 4:37         |
| Общая длительность: | Общая длительность:            | Общая длительность:                            | Общая длительность:       | 44:47        |

| №                   | Название            | Автор(ы)                                               | Продюсер(ы)         | Длительность |
| ------------------- | ------------------- | ------------------------------------------------------ | ------------------- | ------------ |
| 13.                 | «Miss Independent»  | Clarkson Rhett Lawrence Christina Aguilera Matt Morris | Lawrence            | 3:34         |
| 14.                 | «Low»               | Jimmy Harry                                            | Magness             | 3:29         |
| Общая длительность: | Общая длительность: | Общая длительность:                                    | Общая длительность: | 51:50        |

| №                   | Название                               | Автор(ы)                                               | Длительность |
| ------------------- | -------------------------------------- | ------------------------------------------------------ | ------------ |
| 13.                 | «Miss Independent» (AOL live version)  | Clarkson Rhett Lawrence Christina Aguilera Matt Morris | 3:41         |
| 14.                 | «Since U Been Gone» (AOL live version) | Martin Gottwald                                        | 3:16         |
| Общая длительность: | Общая длительность:                    | Общая длительность:                                    | 51:44        |

| №                   | Название                                                                | Автор(ы)                          | Длительность |
| ------------------- | ----------------------------------------------------------------------- | --------------------------------- | ------------ |
| 13.                 | «Since U Been Gone» (Jason Nevins Club Mix)                             | Martin Gottwald                   | 7:40         |
| 14.                 | «Behind These Hazel Eyes» (Joe Bermudez & Josh Harris Top 40 Radio Mix) | Clarkson Martin Gottwald          | 3:10         |
| 15.                 | «Breakaway» (NapsterLive version)                                       | Gerrard Benenate Lavigne          | 4:21         |
| 16.                 | «Because of You» (Rolling Stone live session)                           | Clarkson Hodges Moody             | 3:34         |
| 17.                 | «Miss Independent» (AOL live version)                                   | Lawrence Aguilera Morris Clarkson | 3:41         |
| 18.                 | «Hear Me» (AOL live version)                                            | Clarkson DioGuardi Magness Morris | 3:56         |
| Общая длительность: | Общая длительность:                                                     | Общая длительность:               | 71:09        |

| №                   | Название                                | Режиссёр            | Длительность |
| ------------------- | --------------------------------------- | ------------------- | ------------ |
| 1.                  | «Since U Been Gone» (Music video)       | Alex DeRakoff       | 3:08         |
| 2.                  | «Behind These Hazel Eyes» (Music video) | Joseph Kahn         | 3:18         |
| 3.                  | «Because of You» (Music video)          | Vadim Perelman      | 3:39         |
| Общая длительность: | Общая длительность:                     | Общая длительность: | 10:05        |

## Чарты
| Chart (2004—2005)              | Пик Позиция |
| ------------------------------ | ----------- |
| Австралия (ARIA)               | 2           |
| Канада (Canadian Albums Chart) | 6           |
| Япония (Oricon)                | 40          |
| Новая Зеландия (RMNZ)          | 5           |
| США (Billboard 200)            | 3           |

| Чарт (2006)                         | Пик Позиция |
| ----------------------------------- | ----------- |
| Австрия (Ö3 Austria)                | 3           |
| Бельгия/Фландрия (Ultratop)         | 3           |
| Бельгия/Валлония (Ultratop)         | 31          |
| Хорватия (HDU)                      | 27          |
| Чехия (ČNS IFPI)                    | 27          |
| Дания (Hitlisten)                   | 2           |
| Нидерланды (Album Top 100)          | 1           |
| Финляндия (Suomen virallinen lista) | 6           |
| Франция (SNEP)                      | 20          |
| Германия (Offizielle Top 100)       | 4           |
| Греция (IFPI)                       | 2           |
| Венгрия (MAHASZ)                    | 19          |
| Ирландия (IRMA)                     | 1           |
| Италия (Classifica album)           | 36          |
| Япония(Oricon) Special edition      | 184         |
| Мексика (Top 100 Mexico)            | 13          |
| Норвегия (VG-lista)                 | 8           |
| Польша (ZPAV)                       | 24          |
| Португалия (AFP)                    | 4           |
| Шотландия (Scottish Albums Chart)   | 3           |
| Испания (PROMUSICAE)                | 43          |
| Швеция (Sverigetopplistan)          | 6           |
| Швейцария (Schweizer Hitparade)     | 2           |
| Великобритания (UK Albums Chart)    | 3           |

| Чарт (2010)             | Пик Пизиция |
| ----------------------- | ----------- |
| Республика Корея (Gaon) | 39          |

| Чарты (2005)                  | Позиция |
| ----------------------------- | ------- |
| Австралия (ARIA)              | 2       |
| Германия (Offizielle Top 100) | 97      |
| Ирландия (IRMA)               | 6       |
| Новая Зеландия (RMNZ)         | 9       |
| Великобритания(OCC)           | 8       |
| США (Billboard 200)           | 5       |

| Чарты (2006)                    | Позиция |
| ------------------------------- | ------- |
| Австралия (ARIA)                | 29      |
| Австрия (Ö3 Austria)            | 22      |
| Бельгия(Ultratop Фландрия)      | 10      |
| Бельгия (Ultratop Валлония)     | 99      |
| Дания (Hitlisten)               | 13      |
| Нидерланды (MegaCharts)         | 10      |
| Финляндия (Musiikkituottajat)   | 17      |
| Франция (SNEP)                  | 132     |
| германия (Offizielle Top 100)   | 10      |
| Венгрия (MAHASZ)                | 67      |
| Ирландия (IRMA)                 | 11      |
| Мексика (Top 100 Mexico)        | 33      |
| Швеция (Sverigetopplistan)      | 39      |
| Швейцария (Schweizer Hitparade) | 19      |
| Великобритания (OCC)            | 30      |
| США (Billboard 200)             | 10      |

| Чарт (2000-09)       | Position |
| -------------------- | -------- |
| Австралия(ARIA)      | 21       |
| Великобритания (OCC) | 59       |
| США (Billboard 200)  | 29       |

| Чарт                      | Позиция |
| ------------------------- | ------- |
| США Billboard 200         | 77      |
| США Billboard 200 (Women) | 25      |

## Сертификация
| Регион | Сертификация  | Продажи    |
| --- | ------------- | ---------- |
| Австралия (ARIA) | 7× Платиновый | 490 000^   |
| Австрия (IFPI Austria) | Золотой       | 15 000*    |
| Бельгия (BEA) | Платиновый    | 50 000*    |
| Бразилия (ABPD) | Золотой       | 50 000*    |
| Канада (Music Canada) | 5× Платиновый | 500 000^   |
| Дания (IFPI Danmark) | 3× Платиновый | 60 000     |
| Финляндия | —             | 13,646     |
| Франция (SNEP) | Серебряный    | 35 000*    |
| Германия (BVMI) | 2× Платиновый | 400 000    |
| Венгрия (Mahasz) | Золотой       | 10 000^    |
| Индонезия | Платиновый    |            |
| Ирландия (IRMA) | 7× Платиновый | 105 000^   |
| Мексика (AMPROFON) | Золотой       | 50 000^    |
| Нидерланды (NVPI) | Золотой       | 40 000^    |
| Новая Зеландия (RMNZ) | 3× Платиновый | 45 000^    |
| Норвегия (IFPI Norway) | 2× Платиновый | 80 000*    |
| Португалия (AFP) | Золотой       | 10 000^    |
| Сингапур (RIAS) | Платиновый    | 15 000*    |
| ЮАР (RISA) | 2× Платиновый | 100 000*   |
| Швеция (GLF) | Платиновый    | 60 000^    |
| Швейцария (IFPI Switzerland) | Платиновый    | 40 000^    |
| Великобритания (BPI) | 5× Платиновый | 1,590,000  |
| США (RIAA) | 6× Платиновый | 6,355,000  |
| Итого |               |            |
| Европа (IFPI) | 2× Платиновый | 2 000 000* |
| * Данные о продажах приведены только на основе сертификации. · ^ Данные о тиражах приведены только на основе сертификации. · Данные о продажах + прослушиваниях приведены только на основе сертификации. |               |            |

## История выпуска
| Страна         | Дата              | Версия         | Лейбл    | Формат | Каталог       | Примечание |
| -------------- | ----------------- | -------------- | -------- | ------ | ------------- | ---------- |
| Канада         | ноябрь 30, 2004   | Стандарт       | BMG      | CD     | 82876-64491-2 | [ 147 ]    |
| США            | ноябрь 30, 2004   | Стандарт       | RCA 19 S | CD     | 82876-64491-2 | [ 21 ]     |
| Австралия      | январь 3, 2005    | Стандарт       | BMG      | CD     | 82876-64491-2 | [ 25 ]     |
| Европа         | январь 8, 2005    | Стандарт       | BMG      | CD     | 82876-70291-2 | [ 24 ]     |
| Япония         | январь 26, 2005   | Лимитированное | BMG      | CD     | BVCP-24059    | [ 68 ]     |
| Великобритания | июль 18, 2005     | Лимитированное | RCA      | CD     | 82876-69026-2 | [ 26 ]     |
| Франция        | июль 18, 2005     | Лимитированное | Jive     | CD     | 82876-69026-2 | [ 69 ]     |
| Китай          | сентябрь 30, 2005 |                | Sony BMG |        | 9787799420134 | [ 148 ]    |
| США            | ноябрь 25, 2005   | Специальное    | RCA 19 S | CD+DVD | 82876-74553-2 | [ 21 ]     |
| Австралия      | ноябрь 29, 2005   | Специальное    | Sony BMG | CD+DVD | 82876-74553-2 | [ 25 ]     |
| Япония         | декабрь 21, 2005  | Специальное    | BMG      | CD+DVD | BVCP-28053    | [ 68 ]     |
| Франция        | March 2, 2006     | Лимитированное | Jive     | CD     | 82876-70291-2 | [ 69 ]     |